# Gabriela Markus
Gabriela Markus (n. 20 de febrero de 1988, Teutônia, Rio Grande del Sur, Brasil) es una modelo y reina de belleza brasileña, ganadora del título de Miss Brasil 2012 y representante de su país en el certamen de Miss Universo 2012, donde fue elegida cuarta finalista.

## Biografía
Gabriela nació en el municipio de Teutônia, en el estado brasileño de Rio Grande del Sur. Es graduada en ingeniería de alimentos.

## Carrera en concursos de belleza

### Miss Brasil 2012
El 29 de septiembre de 2012, Gabriela Markus fue coronada como Miss Brasil 2012 en representación del estado de Rio Grande del Sur. Recibió el título de manos de Priscila Machado, su antecesora y segunda finalista de Miss Universo 2011.

### Miss Universo 2012
Como Miss Brasil, representó a su país en el certamen Miss Universo 2012, celebrado el 19 de diciembre de ese año en Las Vegas, Estados Unidos. Compitió entre 89 candidatas y logró avanzar hasta el grupo final de cinco finalistas. Finalmente, obtuvo el quinto lugar (cuarta finalista), en un certamen que fue ganado por Olivia Culpo, de Estados Unidos.

## Sucesión
| Predecesor: Priscila Machado | Miss Brasil Universo 2012 | Sucesor: Jakelyne Oliveira |

| Predecesor: Priscila Machado | Miss Río Grande del Sur 2012 | Sucesor: Vitória Sulczinski |